# Gustav Maass

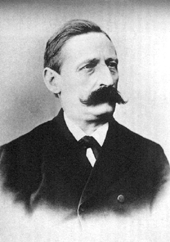
Gustav Maass

Gustav Friedrich Hermann Maass (* 2. Dezember 1830 in Brandenburg an der Havel; † 28. April 1901 in Altenhausen) war ein deutscher Botaniker und Heimatforscher. Sein offizielles botanisches Autorenkürzel lautet „G.Maass“.

## Leben
Maass wurde als Sohn eines Lehrers geboren. Er besuchte zunächst ein Gymnasium in Brandenburg und nahm dann eine Lehre als Kunst- und Handelsgärtner auf. Um 1848 war er in Hundisburg als Gärtnergehilfe bei Hermann von Nathusius tätig.
Er schlug dann jedoch zunächst eine militärische Laufbahn ein und wurde Artillerist bei der 3. Brandenburgischen Artillerie-Brigade. 1855 wurde er Feuerwerker, 1860 Oberfeuerwerker. Insgesamt versah er zwölfeinhalb Jahre seinen Militärdienst. Er wurde als Lehrer an der Brigadeschule in Magdeburg, aber auch als Assistent beim Brigadestab in Berlin eingesetzt.
Nach dem Ende seiner Militärzeit nahm er 1862 eine Stellung als Büroleiter der Magdeburgischen Land-Feuer-Societät in Altenhausen an. Diese Position behielt er bis zu seinem Tode bei.
Ende 1866 gehörte er neben Albert Bölte und Maximilian Wahnschaffe zu den Gründern des in Walbeck gegründeten Aller Vereins, dessen Vorsitz er von 1874 bis 1896 innehatte. Innerhalb dieses Vereins unternahm Maass umfangreiche Forschungen zur regionalen Flora im Gebiet von Ohre und Aller. Mit den befreundeten Botanikern Paul Ascherson und Ludwig Schneider führte er umfangreiche Exkursionen durch. Die Arbeitsergebnis wurden veröffentlicht, waren Gegenstand von Vorträgen und flossen in das Werk Schneiders Flora von Magdeburg (1877) ein. Ab den 80er Jahren des 19. Jahrhunderts trat als weiterer Arbeitsschwerpunkt noch die Ur- und Frühgeschichte des Gebiets hinzu.
Bei den botanischen Forschungen galt das Hauptinteresse der Arten der Gattung der Brombeeren (Rubus). Auf diesem Gebiet gelangte er zu überregionaler, sogar internationaler Beachtung. In einem Waldgebiet im Höhenzug bei Alvensleben entdeckte Maass mehrere bis dahin unbekannte Brombeerarten. Die Blaugrüne Brombeere (Rubus glaucovirens) trägt ihm zu Ehren den Namen Rubus Maassii.
Maass arbeitete mit Wilhelm Fockes zusammen und stellte diesem Informationen und Materialien für dessen 1877 erschienenes Werk Synopsis Ruborum Germaniae – Die deutsche Brombeere zur Verfügung. Auch mit anderen Forschern, so dem Dänen Otto Gelert stand Maass in Kontakt.
Im Rahmen der geschichtlichen Forschungen erschloss und kartografierte Maass prähistorische Denkmäler, wie zum Beispiel Hünengräber, und alte untergegangene Dorf- und Burganlagen.
Die von ihm bei Exkursionen geborgenen Fundstücke botanischer oder historischer Prägung gelangten zur Sammlung des Aller Vereins. Nach seinem Abschied als Vereinsvorsitzender ernannte ihn der Verein zum Ehrenvorsitzenden.

## Werke
- Rubus glaucovirens. Eine neue Magdeburgische Brombeere, in Abhandlungen des Botanischen Vereins der Provinz Brandenburg, 162ff., 1870
- Die Wüstungen des Kreises Neuhaldensleben, 1899